# Hits+
Hits+ er et opsamlingsalbum fra australske sanger Kylie Minogue udgivet i slutningen af 2000.
Albummet består af optagelser fra hendes periode med Deconstruction Records. Albummet kun formåede at komme ind den britiske Top 40-albumliste. Det solgte flere eksemplarer end albummet Impossible Princess (1997) i Storbritannien med over 62 000 eksemplarer.

## Spor
1. "Confide in Me" – 5:51
2. "Put Yourself in My Place" (Radio Edit) – 4:12
3. "Where Is the Feeling?" (BIR Dolphin Mix) – 4:13
4. "Some Kind of Bliss" – 4:12
5. "Did It Again" (Radio Edit) – 4:11
6. "Breathe" (Radio Edit) – 3:38
7. "Where the Wild Roses Grow" (feat. Nick Cave) – 3:58
8. "If You Don't Love Me" – 2:09
9. "Tears" – 4:29
10. "Gotta Move On" – 3:36
11. "Difficult by Design" – 3:41
12. "Stay This Way" – 4:35
13. "Automatic Love" (Acoustic Version) – 4:24
14. "Where Has the Love Gone?" (Roach Motel Mix) – 9:26
15. "Take Me with You" – 9:11